# 茲維尼亞奇 (扎列希基區)
48°42′22″N 25°44′6″E / 48.70611°N 25.73500°E
茲維尼亞奇（烏克蘭語：Дзвиняч）是位於烏克蘭西部特諾皮爾州裏喬爾特基夫區的村莊，始建於1517年，面積23.7平方公里，2001年人口1,051，人口密度每平方公里46.7人。